# Gaetano Mauro
Gaetano Mauro (Rogliano, 13 de abril de 1888 – Montalto Uffugo, 31 de diciembre de 1969) fue un clérigo católico italiano, fundador de la Congregación de los Catequistas Rurales.

## Biografía
Gaetano Mauro nació en Rogliano, Provincia de Cosenza (Italia), el 13 de abril de 1888. Realizó sus estudios en el seminario de Cosenza y fue ordenado sacerdote el 14 de julio de 1912. Su primera labor pastoral la realizó en la parroquia de Montalto Uffugo. Allí recibió del conde Ferdinando Caracciolo las ruinas del convento de San Francisco de Paula, para llevar a cabo un proyecto de educación para los jóvenes.
Durante la Primera Guerra Mundial, Gaetano Mauro fue capellán militar en Friuli. Fue prisionero por un tiempo en el campo de concentración de Katzenau. Liberado en 1919, regresó a Calabria. En 1925 fundó la Asociación Religiosa de los Oratorios Rurales (ARDOR), para la enseñanza de la doctrina cristiana en el campo. A este instituto pertenecían tanto sacerdotes como laicos. El 2 de junio de 1928, un grupo de la asociación se estableció en el convento de San Francisco de Paula. El 8 de diciembre siguiente dieron inicio formalmente a la Congregación de los Catequistas Rurales. En 1943, por petición de la Santa Sede y para salvar la antigua congregación de los Píos Operarios, fundada por Carlo Carafa, Mauro aceptó la unión de sus religiosos y así obtuvieron la aprobación pontificia.
Mauro fundó también dos congregaciones de mujeres, las Hermanas Catequistas Rurales, en 1941, y las Catequistas Auxiliadoras de los Sufrientes, en 1959. El religioso murió el 31 de diciembre de 1969 y fue sepultado en la iglesia de San Francisco de Paula de Montalto Uffugo.

## Culto
La causa de beatificación y canonización de Gaetano Mauro fue introducida el 9 de enero de 2002. La fase diocesana concluyó el 21 de abril de 2012 y hoy está incoada en la Santa Sede. Razón por la cual en la Iglesia católica recibe el título de siervo de Dios.